# Schizopepon dioicus
Schizopepon dioicus är en gurkväxtart som beskrevs av Célestin Alfred Cogniaux och Daniel Oliver. Schizopepon dioicus ingår i släktet Schizopepon och familjen gurkväxter.

## Underarter
Arten delas in i följande underarter:
- S. d. trichogynus
- S. d. wilsonii